# Championnat d'Espagne de football de troisième division 1929-1930
 (mai 2020).
Si vous disposez d'ouvrages ou d'articles de référence ou si vous connaissez des sites web de qualité traitant du thème abordé ici, merci de compléter l'article en donnant les références utiles à sa vérifiabilité et en les liant à la section « Notes et références ».
Navigation
Tercera División 1930-31
Le championnat d'Espagne de football de troisième division 1929-1930 est la 1re édition du championnat de Tercera División, le championnat se déroule du 15 décembre 1929 au 23 mars 1930.

## Équipes participantes

### Composition initiale des groupes
La composition initiale de plusieurs des groupes constitués par la Comité Nacional de Fútbol a été modifiée en raison du retrait de plusieurs équipes de la compétition. Le jeudi 5 décembre 1929, la Comité Nacional de Fútbol a constitué les groupes de la Tercera División. Les clubs avaient jusqu'au lundi pour se retirer librement de la compétition, et les postes vacants devaient être pourvus par les clubs restants.
- Renonce à jouer en Tercera División / Se retire de la compétition.

| Équipe        | Ville          | Stade                          |
| ------------- | -------------- | ------------------------------ |
| Celta Vigo    | Vigo           | Stade Balaídos                 |
| Racing Ferrol | Ferrol         | Estadio Municipal de Inferniño |
| Unión SC (es) | Lavadores (es) |                                |
| Eiriña FC     | Pontevedra     |                                |

| Équipe                    | Ville       | Stade                          |
| ------------------------- | ----------- | ------------------------------ |
| Real Valladolid           | Valladolid  | Estadio de la Sociedad Taurina |
| Gimnástica de Torrelavega | Torrelavega | Stade El Malecón               |
| Sestao SC                 | Sestao      | Campo Municipal de Las Llanas  |
| Baracaldo FC              | Barakaldo   | Campo de Lasesarre             |
| CD Logroño (es)           | Logroño     | Campo de Las Gaunas            |

| Équipe                 | Ville           | Stade             |
| ---------------------- | --------------- | ----------------- |
| Pasayako Lagun Ederrak | Pasajes         | Campo del Molinao |
| CA Osasuna             | Pampelune       | Campo de San Juan |
| Izarra Beti Aurrera    | Estella-Lizarra |                   |
| Tolosa CF (es)         | Tolosa          |                   |
| CD Esperanza (es)      | San Sebastián   |                   |

| Équipe               | Ville     | Stade                       |
| -------------------- | --------- | --------------------------- |
| RC Madrid            | Madrid    |                             |
| Unión Madrid (es)    | Madrid    |                             |
| Nacional Madrid (es) | Madrid    |                             |
| Patria Aragón (es)   | Saragosse | Campo de fútbol del Arrabal |
| Zaragoza CD (es)     | Saragosse | Campo de la Torre de Bruil  |

| Équipe       | Ville                 | Stade             |
| ------------ | --------------------- | ----------------- |
| CD Castellón | Castellón de la Plana | Campo del Sequiol |
| US Sants     | Barcelone             |                   |
| FC Badalona  | Badalone              |                   |
| CE Júpiter   | Barcelone             |                   |

| Équipe                   | Ville                | Stade            |
| ------------------------ | -------------------- | ---------------- |
| Sporting Canet (es)      | Canet d'En Berenguer | Campo del Fornas |
| Levante FC               | Valence              |                  |
| Gimnástico Valencia (es) | Valence              |                  |
| Burjassot CF (es)        | Burjassot            |                  |
| Athletic Saguntino (es)  | Sagonte              |                  |

| Équipe               | Ville      | Stade               |
| -------------------- | ---------- | ------------------- |
| Cartagena FC         | Carthagène | Stadium Cartagenero |
| Elche FC             | Elche      |                     |
| Hércules FC          | Alicante   |                     |
| Albacete FC          | Albacete   |                     |
| Lorca SC             | Lorca      |                     |
| Imperial Murcia (es) | Murcie     |                     |

| Équipe              | Ville      | Stade                 |
| ------------------- | ---------- | --------------------- |
| Real Málaga FC      | Málaga     | Campo del Cristo      |
| FC Malagueño        | Málaga     | Estadio del Palo      |
| Recreativo Huelva   | Huelva     | Estadio del Velódromo |
| Balompié Don Benito | Don Benito |                       |

### Changements ultérieurs
Le 12 décembre, le Club Gijón propose de former avec le Stadium Avilesino un groupe asturien en Tercera División, dont le vainqueur affrontera le champion du Groupe 1 galicien.
Dans le Groupe 1, le Celta Vigo renonce à participer. Le club de Vigo est remplacé par l'Emden FC de La Corogne. Enfin, ce groupe est divisé en deux groupes, formés par quatre équipes galiciennes et deux asturiennes. Dans le groupe galicien, l'Unión SC (es) se retire par la suite.
Le Groupe 3 est finalement formé par le CD Esperanza (es) de Saint-Sébastien et le CA Aurora de Pampelune, ce dernier étant appelé à combler le vide laissé par les quatre clubs qui ont renoncer.
Dans le Groupe 4, le RC Madrid et le Zaragoza CD (es) ont annoncé leur retrait.
Dans le Groupe 8, Balompié Don Benito se retire. La Nacional autorise la Federación Sur à se charger du calendrier, et elle doit donner un champion avant le 26 février 1931, date à laquelle le championnat se termine dans les autres groupes.

## Règlement de la compétition
Le tournoi se compose de huit groupes. En principe, le nombre d'équipes participantes était de trente-huit au total, mais en raison du retrait de plusieurs équipes, la composition des groupes a été réformée, pour finalement être intégrée par trente-trois clubs de toute la géographie espagnole.
Chaque groupe suit un système de ligue, et les équipes s'affrontent toutes deux fois. Le classement est établi par de le nombre de points obtenus lors de chaque rencontre, à raison de deux points par match gagné, un pour un match nul et aucun en cas de défaite. En cas d'égalité, il sera établie par la différence de buts en calculant les résultats entre les clubs à égalité, et s'il n'est pas résolu, par le nombre total de matches.
Les champions de chaque groupe se qualifie au barrage de promotion, étant éliminés deux par deux, en raison de la proximité géographique et dans un double match. Le champion de la Tercera División est promu à la Segunda División.

## Classements et résultats

### Groupe 1
Ce groupe est divisé en deux sous-groupes. Les champions de chaque sous-groupe joue un match de barrage dont le vainqueur du Groupe 1 se qualifie pour le barrage de promotion.

#### Groupe 1-A
| Rang | Équipe        | Pts     | J       | G       | N       | P       | Bp      | Bc      | Diff    |  | Résultats (▼ dom., ► ext.) | FER | EMD | EIR |
| ---- | ------------- | ------- | ------- | ------- | ------- | ------- | ------- | ------- | ------- |  | -------------------------- | --- | --- | --- |
| 1    | Racing Ferrol | 6       | 4       | 3       | 0       | 1       | 12      | 2       | +10     |  | Racing Ferrol              |     | 8-0 | 2-0 |
| 2    | Emden FC      | 5       | 4       | 2       | 1       | 1       | 4       | 10      | -6      |  | Emden FC                   | 1-0 |     | 0-0 |
| 3    | Eiriña FC     | 1       | 4       | 0       | 1       | 3       | 3       | 7       | -4      |  | Eiriña FC                  | 1-2 | 2-3 |     |
| 4    | Unión SC (es) | Forfait | Forfait | Forfait | Forfait | Forfait | Forfait | Forfait | Forfait |  |                            |     |     |     |

- Qualification pour le dernier tour du Groupe 1.

#### Groupe 1-B

##### Play-off
| Équipe            | Aller | Total | Retour | Équipe     |
| ----------------- | ----- | ----- | ------ | ---------- |
| Stadium Avilesino | 2 - 1 | 4 - 4 | 2 - 3  | Club Gijón |

##### Match d'appui
| Équipe 1   | Score | Équipe 2          |
| ---------- | ----- | ----------------- |
| Club Gijón | 3 - 0 | Stadium Avilesino |

- Qualification pour le dernier tour du Groupe 1.

#### Phase finale
| Équipe     | Aller | Total | Retour | Équipe        |
| ---------- | ----- | ----- | ------ | ------------- |
| Club Gijón | 2 - 1 | 4 - 3 | 2 - 2  | Racing Ferrol |

- Qualification pour les barrages de promotion.

### Groupe 2
| Rang | Équipe                      | Pts | J | G | N | P | Bp | Bc | Diff |  | Résultats (▼ dom., ► ext.) | BAR | VAL | LOG (es) | GIM | SES |
| ---- | --------------------------- | --- | - | - | - | - | -- | -- | ---- |  | -------------------------- | --- | --- | -------- | --- | --- |
| 1    | Baracaldo FC R              | 10  | 8 | 4 | 2 | 2 | 19 | 15 | +4   |  | Baracaldo FC               |     | 2-0 | 1-1      | 5-0 | 4-1 |
| 2    | Real Valladolid R           | 9   | 8 | 4 | 1 | 3 | 19 | 12 | +7   |  | Real Valladolid            | 3-1 |     | 3-0      | 4-0 | 6-1 |
| 3    | CD Logroño (es)             | 8   | 8 | 3 | 2 | 3 | 14 | 13 | +1   |  | CD Logroño (es)            | 1-4 | 3-2 |          | 4-0 | 4-1 |
| 4    | Gimnástica de Torrelavega R | 7   | 8 | 2 | 3 | 3 | 14 | 19 | -5   |  | Gimnástica de Torrelavega  | 7-0 | 1-1 | 1-1      |     | 2-2 |
| 5    | Sestao SC                   | 6   | 8 | 2 | 2 | 4 | 14 | 21 | -7   |  | Sestao SC                  | 2-2 | 4-0 | 1-0      | 2-3 |     |

- Qualification pour les barrages de promotion.
- R : Relégué de Segunda División 1929.

### Groupe 3
Le Pasayako Lagun Ederrak, le CA Osasuna, le Izarra Beti Aurrera et le Tolosa FC (es) ont renoncé à ce groupe. Pour compléter le groupe, le CA Aurora participe.

#### Play-off
| Équipe            | Aller | Total | Retour | Équipe    |
| ----------------- | ----- | ----- | ------ | --------- |
| CD Esperanza (es) | 3 - 2 | 5 - 5 | 2 - 3  | CA Aurora |

#### Match d'appui
| Équipe 1  | Score | Équipe 2          |
| --------- | ----- | ----------------- |
| CA Aurora | 8 - 0 | CD Esperanza (es) |

- Qualification pour les barrages de promotion.

### Groupe 4
| Rang | Équipe               | Pts | J | G | N | P | Bp | Bc | Diff |  | Résultats (▼ dom., ► ext.) | PAT (es) | NAC (es) | SPO (es) |
| ---- | -------------------- | --- | - | - | - | - | -- | -- | ---- |  | -------------------------- | -------- | -------- | -------- |
| 1    | Patria Aragón (es)   | 8   | 4 | 4 | 0 | 0 | 17 | 1  | +16  |  | Patria Aragón (es)         |          | 5-0      | 4-0      |
| 2    | Nacional Madrid (es) | 4   | 4 | 2 | 0 | 2 | 7  | 7  | 0    |  | Nacional Madrid (es)       | 1-2      |          | 4-0      |
| 3    | Unión Madrid (es)    | 0   | 4 | 0 | 0 | 4 | 0  | 16 | -16  |  | Unión Madrid (es)          | 0-6      | 0-2      |          |

- Qualification pour les barrages de promotion.

### Groupe 5
| Rang | Équipe         | Pts | J | G | N | P | Bp | Bc | Diff |  | Résultats (▼ dom., ► ext.) | CAS | BAD | SAN | JUP |
| ---- | -------------- | --- | - | - | - | - | -- | -- | ---- |  | -------------------------- | --- | --- | --- | --- |
| 1    | CD Castellón R | 7   | 6 | 3 | 1 | 2 | 14 | 10 | +4   |  | CD Castellón               |     | 5-0 | 4-1 | 1-1 |
| 2    | FC Badalona    | 6   | 6 | 3 | 0 | 3 | 16 | 16 | 0    |  | FC Badalona                | 7-0 |     | 2-2 | 1-1 |
| 3    | US Sants       | 6   | 6 | 3 | 0 | 3 | 10 | 12 | -2   |  | US Sants                   | 2-2 | 2-3 |     | 1-0 |
| 4    | CE Júpiter     | 5   | 6 | 2 | 1 | 3 | 11 | 13 | -2   |  | CE Júpiter                 | 1-4 | 4-0 | 4-1 |     |

- Qualification pour les barrages de promotion.
- R : Relégué de Segunda División 1929.

### Groupe 6
| Rang | Équipe                   | Pts | J | G | N | P | Bp | Bc | Diff |  | Résultats (▼ dom., ► ext.) | SPO (es) | LEV | GIM (es) | ATH (es) | BUR (es) |
| ---- | ------------------------ | --- | - | - | - | - | -- | -- | ---- |  | -------------------------- | -------- | --- | -------- | -------- | -------- |
| 1    | Sporting Canet (es)      | 12  | 8 | 4 | 4 | 0 | 22 | 5  | +17  |  | Sporting Canet (es)        |          | 4-1 | 2-0      | 6-0      | 7-1      |
| 2    | Levante FC               | 11  | 8 | 4 | 3 | 1 | 20 | 14 | +6   |  | Levante FC                 | 1-1      |     | 4-1      | 2-1      | 3-3      |
| 3    | Gimnástico Valencia (es) | 7   | 8 | 2 | 3 | 3 | 11 | 13 | -2   |  | Gimnástico Valencia (es)   | 1-1      | 1-1 |          | 2-2      | 2-0      |
| 4    | Athletic Saguntino (es)  | 6   | 8 | 2 | 2 | 4 | 12 | 20 | -8   |  | Athletic Saguntino (es)    | 0-0      | 2-5 | 3-1      |          | 2-1      |
| 5    | Burjassot CF (es)        | 4   | 8 | 1 | 2 | 5 | 10 | 23 | -13  |  | Burjassot CF (es)          | 1-1      | 1-3 | 0-3      | 3-2      |          |

- Qualification pour les barrages de promotion.

### Groupe 7
| Rang | Équipe               | Pts | J  | G | N | P | Bp | Bc | Diff |  | Résultats (▼ dom., ► ext.) | CAR | ELC | LOR | ALB | HER | IMP (es) |
| ---- | -------------------- | --- | -- | - | - | - | -- | -- | ---- |  | -------------------------- | --- | --- | --- | --- | --- | -------- |
| 1    | Cartagena FC R       | 16  | 10 | 7 | 2 | 1 | 26 | 8  | +18  |  | Cartagena FC               |     | 0-0 | 3-0 | 4-1 | 4-0 | 5-2      |
| 2    | Elche FC             | 14  | 10 | 6 | 2 | 2 | 21 | 12 | +9   |  | Elche FC                   | 2-5 |     | 3-0 | 2-0 | 3-1 | 4-0      |
| 3    | Lorca SC             | 12  | 10 | 6 | 0 | 4 | 20 | 17 | +3   |  | Lorca SC                   | 2-0 | 3-2 |     | 3-2 | 3-0 | 5-1      |
| 4    | Albacete FC          | 9   | 10 | 4 | 1 | 5 | 14 | 15 | -1   |  | Albacete FC                | 0-1 | 1-1 | 3-0 |     | 2-0 | 2-0      |
| 5    | Hércules FC          | 6   | 10 | 3 | 0 | 7 | 19 | 26 | -7   |  | Hércules FC                | 1-4 | 2-3 | 0-3 | 4-1 |     | 6-1      |
| 6    | Imperial Murcia (es) | 3   | 10 | 1 | 1 | 8 | 9  | 31 | -22  |  | Imperial Murcia (es)       | 0-0 | 0-1 | 3-1 | 0-2 | 2-5 |          |

- Qualification pour les barrages de promotion.
- R : Relégué de Segunda División 1929.

### Groupe 8
| Rang | Équipe              | Pts     | J       | G       | N       | P       | Bp      | Bc      | Diff    |  | Résultats (▼ dom., ► ext.) | REC | MGN | MAL |
| ---- | ------------------- | ------- | ------- | ------- | ------- | ------- | ------- | ------- | ------- |  | -------------------------- | --- | --- | --- |
| 1    | Recreativo Huelva   | 6       | 4       | 3       | 0       | 1       | 16      | 8       | +8      |  | Recreativo Huelva          |     | 4-0 | 7-2 |
| 2    | FC Malagueño        | 6       | 4       | 3       | 0       | 1       | 8       | 6       | +2      |  | FC Malagueño               | 4-2 |     | 2-0 |
| 3    | Real Málaga FC      | 0       | 4       | 0       | 0       | 4       | 4       | 14      | -10     |  | Real Málaga FC             | 2-3 | 0-2 |     |
| 4    | Balompié Don Benito | Forfait | Forfait | Forfait | Forfait | Forfait | Forfait | Forfait | Forfait |  |                            |     |     |     |

- Qualification pour les barrages de promotion.

## Barrage de promotion
À l'exception de la finale, les éliminatoires se jouent en matches aller-retour. Le vainqueur du barrage de promotion est promu en Segunda División.
|  | Quarts de finale    | Quarts de finale    | Quarts de finale  | Quarts de finale  |                    |                    | Demi-finales      | Demi-finales      | Demi-finales      | Demi-finales      |  |  | Finale                  | Finale                  | Finale                  | Finale                  |
|  |                     |                     |                   |                   |                    |                    |                   |                   |                   |                   |  |  |                         |                         |                         |                         |
|  | 23 et 2 mars 1930   | 23 et 2 mars 1930   | 23 et 2 mars 1930 | 23 et 2 mars 1930 |                    |                    | 9 et 16 mars 1930 | 9 et 16 mars 1930 | 9 et 16 mars 1930 | 9 et 16 mars 1930 |  |  | 23 mars 1930, Saragosse | 23 mars 1930, Saragosse | 23 mars 1930, Saragosse | 23 mars 1930, Saragosse |
|  | 23 et 2 mars 1930   | 23 et 2 mars 1930   | 23 et 2 mars 1930 | 23 et 2 mars 1930 |                    |                    | 9 et 16 mars 1930 | 9 et 16 mars 1930 | 9 et 16 mars 1930 | 9 et 16 mars 1930 |  |  | 23 mars 1930, Saragosse | 23 mars 1930, Saragosse | 23 mars 1930, Saragosse | 23 mars 1930, Saragosse |
|  | Recreativo Huelva   | Recreativo Huelva   | 2                 | 0                 |                    |                    | 9 et 16 mars 1930 | 9 et 16 mars 1930 | 9 et 16 mars 1930 | 9 et 16 mars 1930 |  |  | 23 mars 1930, Saragosse | 23 mars 1930, Saragosse | 23 mars 1930, Saragosse | 23 mars 1930, Saragosse |
|  | Recreativo Huelva   | Recreativo Huelva   | 2                 | 0                 |                    |                    | 9 et 16 mars 1930 | 9 et 16 mars 1930 | 9 et 16 mars 1930 | 9 et 16 mars 1930 |  |  | 23 mars 1930, Saragosse | 23 mars 1930, Saragosse | 23 mars 1930, Saragosse | 23 mars 1930, Saragosse |
|  | Cartagena FC        | Cartagena FC        | 1                 | 5                 |                    |                    | 9 et 16 mars 1930 | 9 et 16 mars 1930 | 9 et 16 mars 1930 | 9 et 16 mars 1930 |  |  | 23 mars 1930, Saragosse | 23 mars 1930, Saragosse | 23 mars 1930, Saragosse | 23 mars 1930, Saragosse |
|  | Cartagena FC        | Cartagena FC        | 1                 | 5                 | Cartagena FC       | Cartagena FC       | 3                 | 0                 |                   |                   |  |  | 23 mars 1930, Saragosse | 23 mars 1930, Saragosse | 23 mars 1930, Saragosse | 23 mars 1930, Saragosse |
|  | 23 et 2 mars 1930   |                     |                   |                   | Cartagena FC       | Cartagena FC       | 3                 | 0                 |                   |                   |  |  | 23 mars 1930, Saragosse | 23 mars 1930, Saragosse | 23 mars 1930, Saragosse | 23 mars 1930, Saragosse |
|  |                     |                     | CD Castellón      | CD Castellón      | 2                  | 2                  |                   |                   |                   |                   |  |  | 23 mars 1930, Saragosse | 23 mars 1930, Saragosse | 23 mars 1930, Saragosse | 23 mars 1930, Saragosse |
|  | Sporting Canet (es) | Sporting Canet (es) | CD Castellón      | CD Castellón      | 2                  | 2                  | 1                 | 1                 |                   |                   |  |  | 23 mars 1930, Saragosse | 23 mars 1930, Saragosse | 23 mars 1930, Saragosse | 23 mars 1930, Saragosse |
|  | Sporting Canet (es) | Sporting Canet (es) | 9 et 16 mars 1930 |                   |                    |                    | 1                 | 1                 |                   |                   |  |  | 23 mars 1930, Saragosse | 23 mars 1930, Saragosse | 23 mars 1930, Saragosse | 23 mars 1930, Saragosse |
|  | CD Castellón        | CD Castellón        | 2                 | 3                 |                    |                    |                   |                   |                   |                   |  |  | 23 mars 1930, Saragosse | 23 mars 1930, Saragosse | 23 mars 1930, Saragosse | 23 mars 1930, Saragosse |
|  | CD Castellón        | CD Castellón        | 2                 | 3                 | CD Castellón       | CD Castellón       | 3                 | 3                 |                   |                   |  |  |                         |                         |                         |                         |
|  | 23 et 2 mars 1930   |                     |                   |                   | CD Castellón       | CD Castellón       | 3                 | 3                 |                   |                   |  |  |                         |                         |                         |                         |
|  |                     |                     | Baracaldo FC      | Baracaldo FC      | 2                  | 2                  |                   |                   |                   |                   |  |  |                         |                         |                         |                         |
|  | Patria Aragón (es)  | Patria Aragón (es)  | Baracaldo FC      | Baracaldo FC      | 2                  | 2                  | 6                 | 0                 |                   |                   |  |  |                         |                         |                         |                         |
|  | Patria Aragón (es)  | Patria Aragón (es)  |                   |                   |                    |                    |                   |                   |                   |                   |  |  |                         |                         |                         |                         |
|  | CA Aurora           | CA Aurora           | 2                 | 1                 |                    |                    |                   |                   |                   |                   |  |  |                         |                         |                         |                         |
|  | CA Aurora           | CA Aurora           | 2                 | 1                 | Patria Aragón (es) | Patria Aragón (es) | 2                 | 1                 |                   |                   |  |  |                         |                         |                         |                         |
|  | 23 et 2 mars 1930   |                     |                   |                   | Patria Aragón (es) | Patria Aragón (es) | 2                 | 1                 |                   |                   |  |  |                         |                         |                         |                         |
|  |                     |                     | Baracaldo FC      | Baracaldo FC      | 2                  | 4                  |                   |                   |                   |                   |  |  |                         |                         |                         |                         |
|  | Baracaldo FC        | Baracaldo FC        | Baracaldo FC      | Baracaldo FC      | 2                  | 4                  | 3                 | 1                 |                   |                   |  |  |                         |                         |                         |                         |
|  | Baracaldo FC        | Baracaldo FC        |                   |                   |                    |                    |                   | 1                 |                   |                   |  |  |                         |                         |                         |                         |
|  | Club Gijón          | Club Gijón          | 2                 | 1                 |                    |                    |                   |                   |                   |                   |  |  |                         |                         |                         |                         |
|  | Club Gijón          | Club Gijón          | 2                 | 1                 |                    |                    |                   |                   |                   |                   |  |  |                         |                         |                         |                         |
|  |                     |                     |                   |                   |                    |                    |                   |                   |                   |                   |  |  |                         |                         |                         |                         |

## Bilan de la saison
| Championnat d'Espagne de football de troisième division 1929-1930 |                          |
| Champion                                                          | CD Castellón (1er titre) |
| Dauphin                                                           | Baracaldo FC             |
| Promotions et relégations                                         |                          |
| Promus en Segunda División                                        | CD Castellón             |
| Relégués en Tercera División                                      | Cultural Leonesa         |